# Пеньямельєра-Альта
Пеньямельєра-Альта (ісп. Peñamellera Alta, аст. Peñamellera Alta) — муніципалітет в Іспанії, у складі автономної спільноти Астурія. Населення — 600 осіб (2009).
Муніципалітет розташований на відстані близько 330 км на північ від Мадрида, 90 км на схід від Ов'єдо.
Муніципалітет складається з таких паррокій: Альєс, Каравес, Льйонін, М'єр, Осеньйо, Росагас, Руенес, Трескарес.

## Демографія
Динаміка населення (INE ):

## Галерея зображень

Розташування муніципалітету
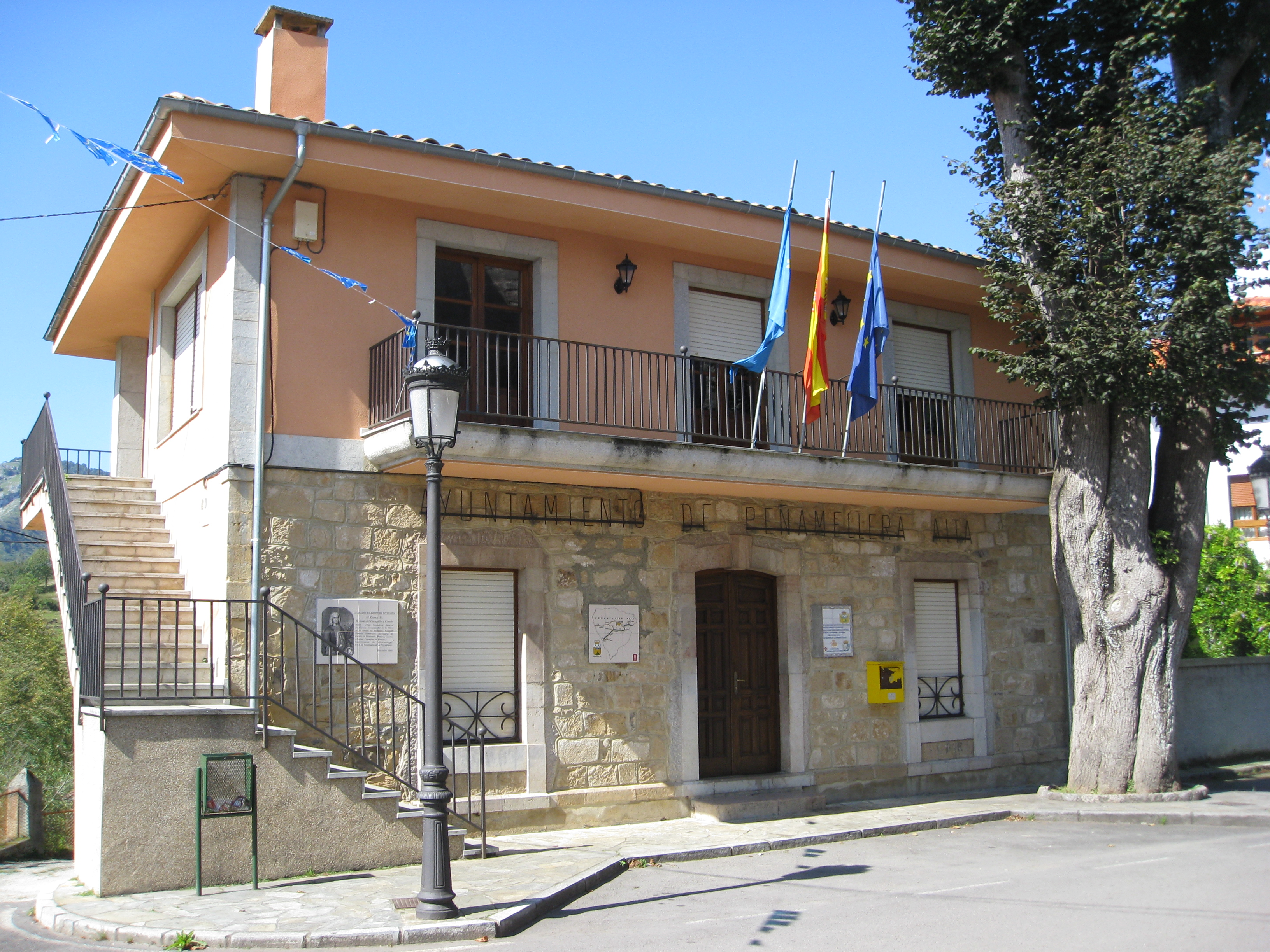
Муніципальна рада
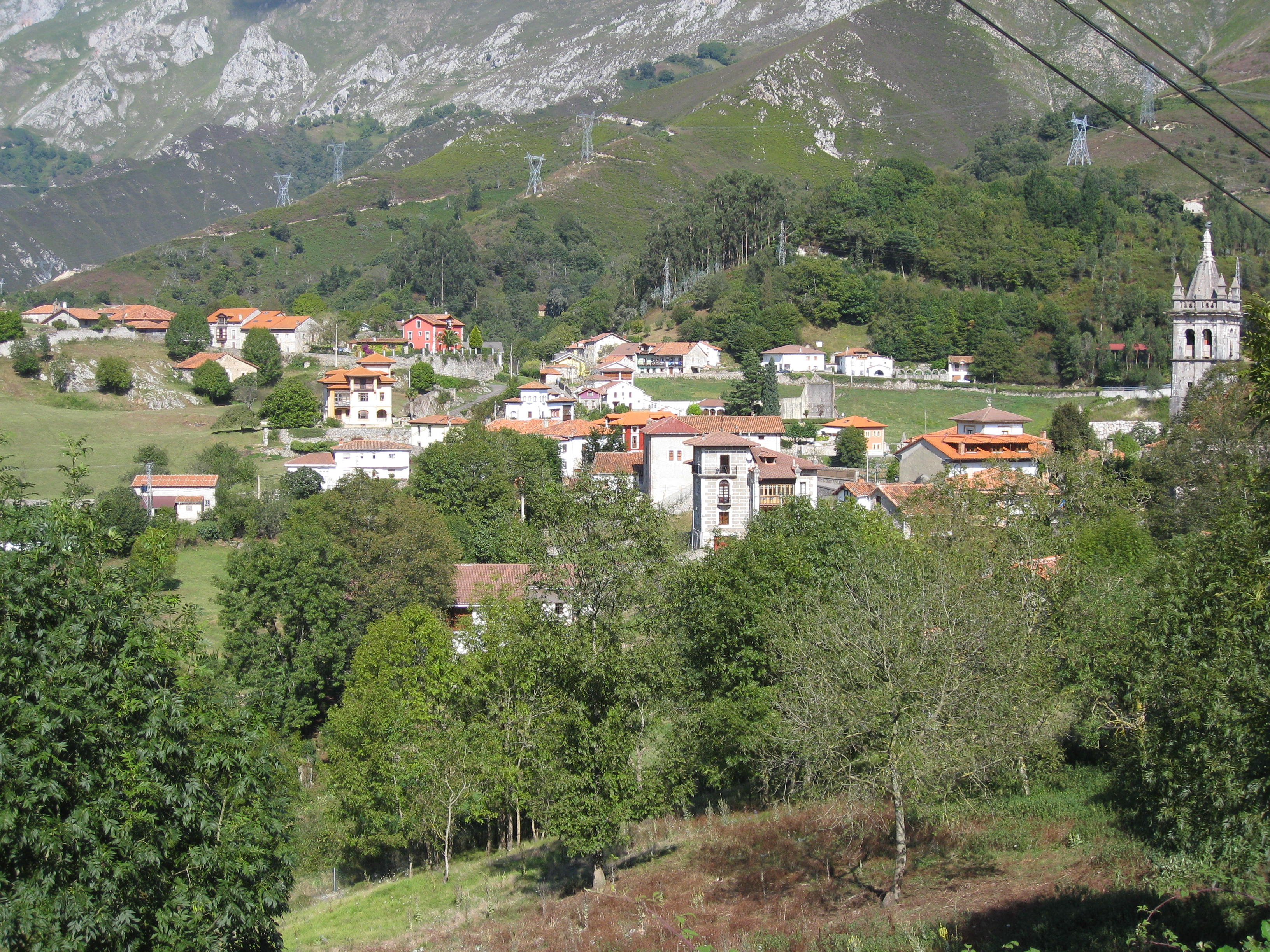
Альєс
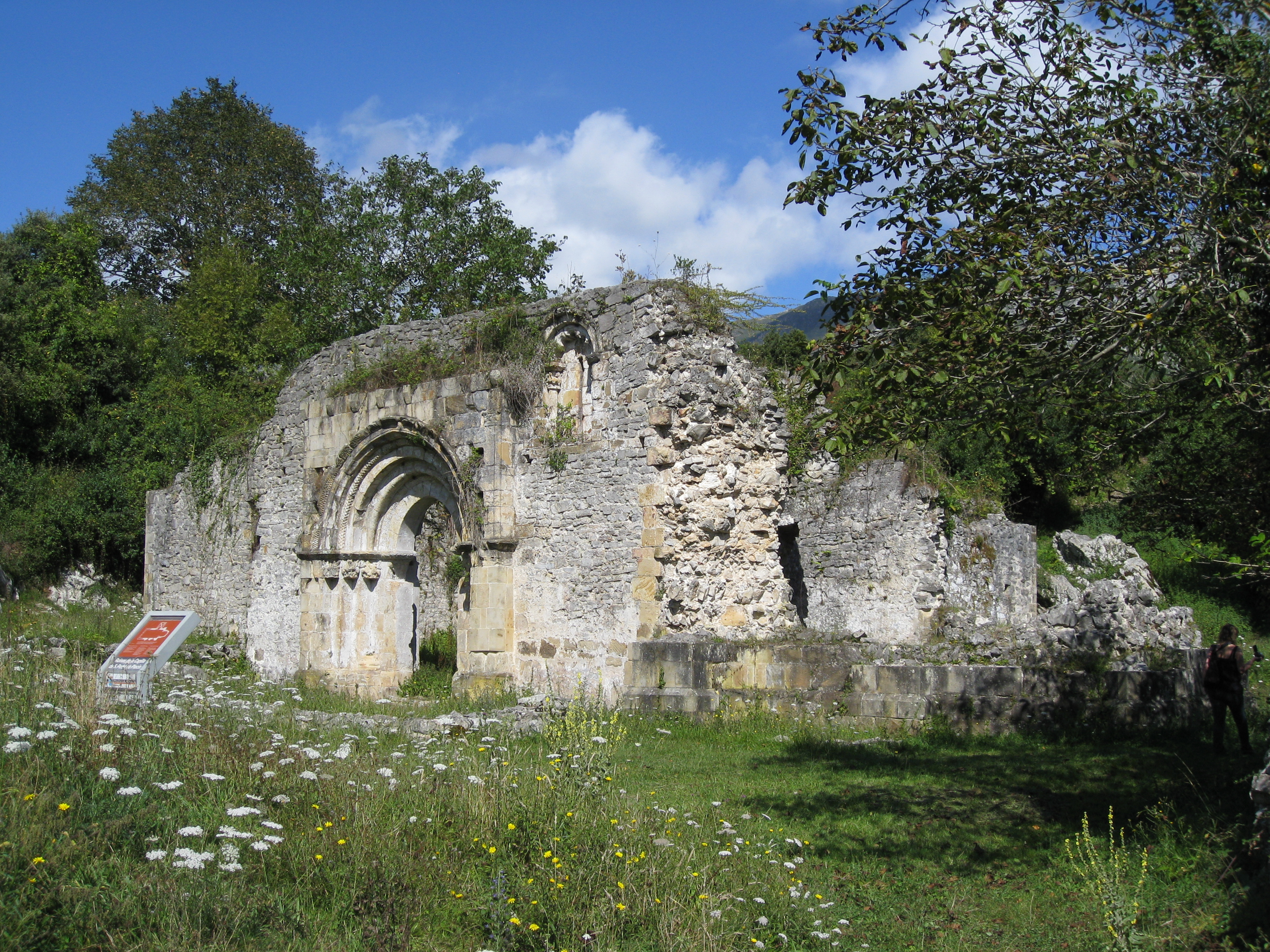
Церква Сан-Педро-де-Плесін
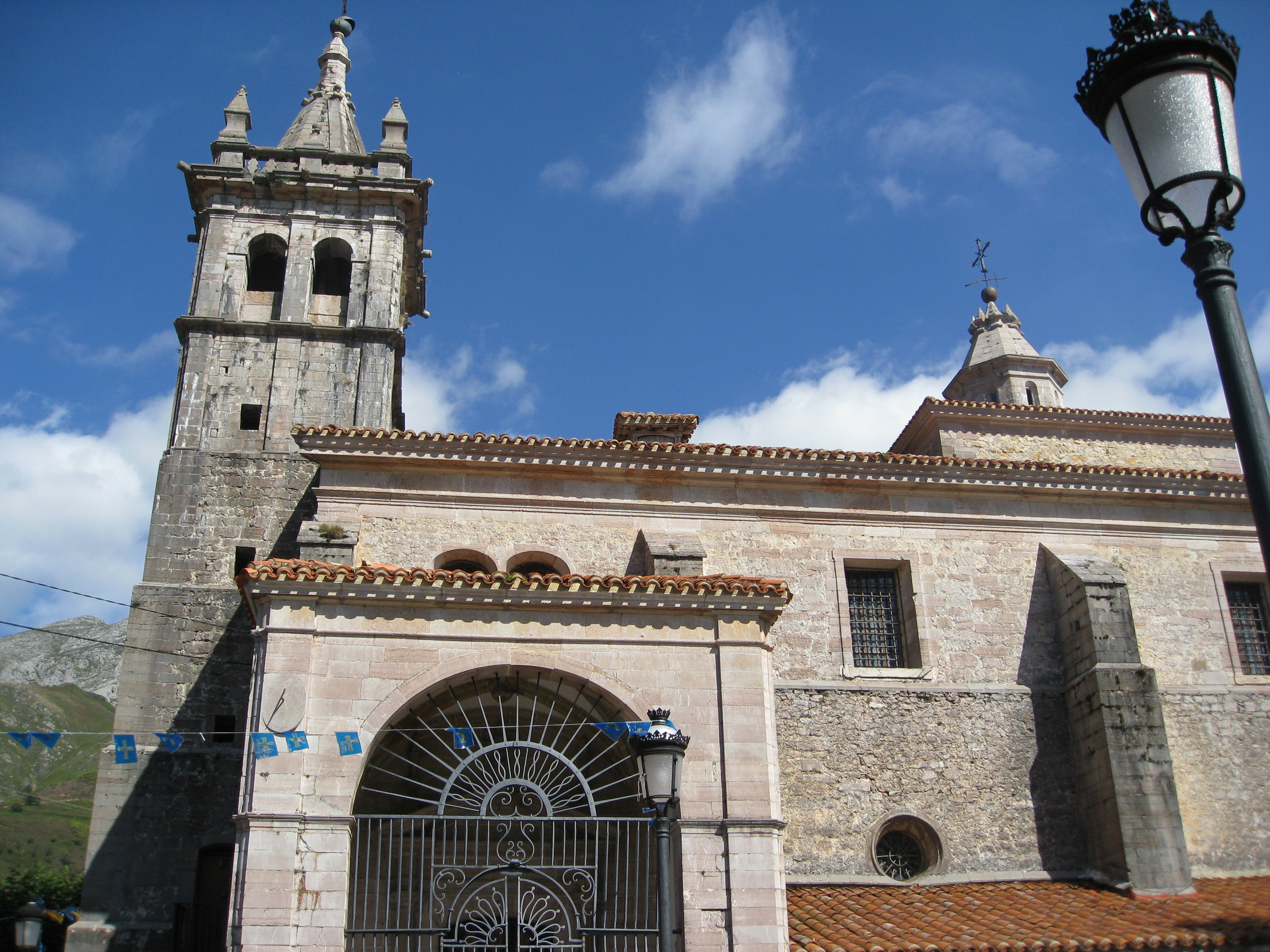
Церква Сан-Педро-де-Альєс